# Ralph Landau
Ralph Landau (19 de mayo de 1916 - 5 de abril de 2004) fue un ingeniero químico y empresario activo en las industrias química y petroquímica. Está considerado como uno de los cincuenta ingenieros químicos fundadores de la primera mitad del siglo XX y uno de los 75 más distinguidos contribuyentes a la empresa química. Ha realizado numerosas publicaciones sobre ingeniería química y es titular de un importante número de patentes
A los 60 años, inició una segunda y productiva carrera en economía en las universidades de Stanford y Harvard, examinando la teoría económica, la historia económica y la aplicación de la tecnología en la industria química. Su trabajo económico se centra en la comprensión del entorno político y económico necesario para fomentar la innovación tecnológica. Ha publicado más de 143 artículos y nueve libros.
Ralph Landau recibió varios premios importantes, como el Lifetime Achievement Award del Lester Center for Entrepreneurship & Innovation (2003), la primera Medalla de Oro Othmer (1997), la Medalla Nacional de Tecnología del Gobierno de los Estados Unidos otorgado por primera vez por el presidente Ronald Reagan en 1985 "por su papel técnico, de liderazgo y empresarial en el desarrollo de procesos petroquímicos de éxito comercial", y la Medalla Perkin (1981).

## Primeros años y educación
Ralph Landau nació en Filadelfia, Pensilvania, donde recibió su educación primaria y secundaria. A los 16 años, mientras estaba en Overbrook High School en el oeste de Filadelfia, ganó una beca del alcalde para asistir a la Universidad de Pensilvania. Se graduó de la Universidad de Pensilvania con una licenciatura en ingeniería química en 1937.
Continuó asistiendo al Instituto de Tecnología de Massachusetts.Recibió financiación de una beca nacional Tau Beta Pi, aplicable en la universidad de su elección, y siguió financiando su trabajo de doctorado trabajando como asistente de enseñanza y de investigación.:xvi Como parte del programa del MIT, Landau participó en la Escuela de Prácticas. Sus prácticas industriales incluyeron una fábrica de acero en Buffalo, Nueva York, una fábrica de papel en Bangor, Maine, y una planta química en Parlin, Nueva Jersey.:xvi También trabajó en unas prácticas en M. W. Kellogg Company, ayudando a diseñar plantas de refinado de petróleo en el verano de 1939: xvi Recibió un doctorado en ingeniería química del MIT en 1941.
El 14 de julio de 1940, Ralph Landau se casó con Claire Sackler. Tienen una hija, Laurie J. Landeau [sic].

## Compañía MW Kellogg
De 1941 a 1946, Landau trabajó como ingeniero de desarrollo de procesos para MW Kellogg Company, con sede en Nueva Jersey, una de las primeras empresas de ingeniería especializadas en el diseño y desarrollo para las industrias químicas y de refinado de petróleo. Landau se dedicó inicialmente a la investigación sobre el craqueo catalítico. Kellogg y varias otras empresas querían desarrollar técnicas para el craqueo catalítico fluido que no infringieran las patentes de Eugene Houdry para el craqueo en lecho fijo.

## Corporación Kellex

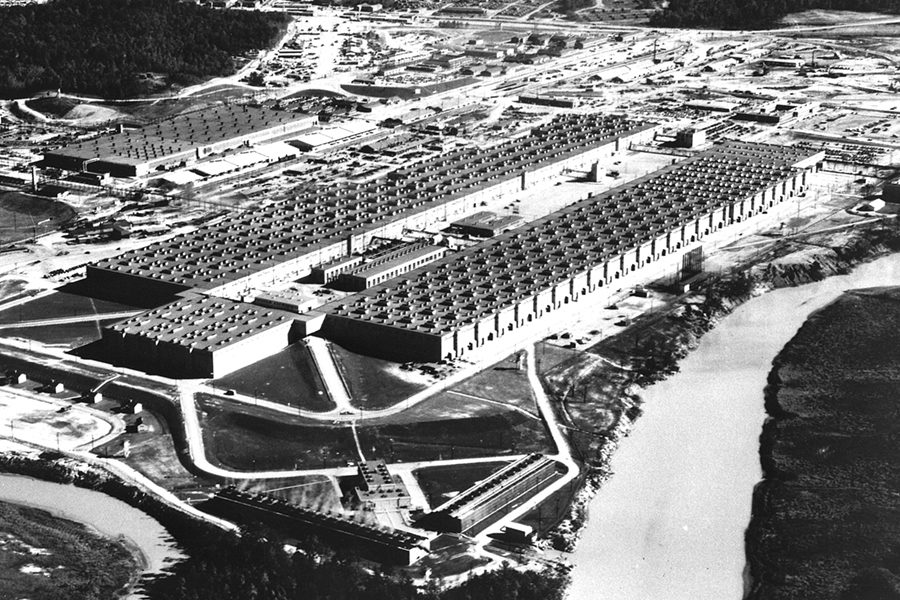
El edificio K-25 de la planta de difusión gaseosa de Oak Ridge

Durante la Segunda Guerra Mundial, MW Kellogg creó una empresa subsidiaria, Kellex Corporation, para trabajar en el Proyecto Manhattan. Los científicos de Kellex intentaron diseñar una instalación a escala de producción para producir uranio-235 para la bomba atómica. A través de un proceso llamado difusión gaseosa, los isótopos de U-235 fueron separados del isótopo predominante, el uranio-238, convirtiendo el uranio metálico en gas de hexafluoruro de uranio y filtrándolo a través de un material de barrera.
En 1943, Landau fue a trasladarse a la filial subsidiaria de Kellogg, Kellex Corporation, para convertirse en jefe del departamento químico en la planta de producción K-25 del Proyecto Manhattan en Oak Ridge, Tennessee. Landau diseñó equipos para producir flúor, una sustancia altamente reactiva utilizada para fabricar el hexafluoruro de uranio para el proceso de difusión gaseosa. También supervisó la producción de los compuestos fluorados utilizados para proteger las superficies en contacto con el hexafluoruro de uranio, : xvii  como los perfluorocarbonos perfluoroheptano y perfluoroxileno.

## Scientific Design Co.
En 1946, Landau cofundó Scientific Design Co., Inc. con Harry Rehnberg y Robert Egbert. Rehnberg era ingeniero de construcción en Kellex y participaba en la construcción de la unidad de flúor que Landau había diseñado. Se convirtió en el primer presidente de Scientific Design Co. y Landau en el vicepresidente ejecutivo : xviii  La intención de Scientific Design era diseñar y crear tecnologías de procesamiento químico para su uso en el área de la petroquímica, que se estaba desarrollando recientemente. En aquella época, la mayoría de las empresas petroleras recurrían a la investigación externa para la innovación de los procesos. Scientific Design y otras empresas trabajaban con sus clientes para desarrollar y poner a prueba nuevos procesos de fabricación de productos químicos, y luego patentaban y concedían licencias de esas tecnologías para su comercialización. Estas empresas de ingeniería especializadas representaban el 18% de los nuevos desarrollos.
Después de completar un contrato inicial con Stauffer Chemical, Scientific Design compró un laboratorio cerca de la calle 32 y Park Avenue en la ciudad de Nueva York. : xviii 

### Óxido de etileno y etilenglicol
El primer gran éxito de la empresa fue el desarrollo de procesos para la oxidación directa del etileno en óxido de etileno, y la transformación del óxido de etileno en etilenglicol a principios de los años 50. El óxido de etileno, un gas, se utilizó para la síntesis de etilenglicol. El óxido de etileno, un gas, se utilizó para la síntesis del etilenglicol. El etilenglicol, un líquido, se utilizó para fabricar resinas de tereftalato de polietileno (PET) para la industria del embotellado, anticongelante para motores de automóviles y aviones, y fibras de poliéster, un material cada vez más utilizado en la industria textil
En aquella época, los procesos de oxidación solían utilizar oxidantes caros como el ácido nítrico, el cloro y el oxígeno puro. Landau vio la oportunidad de desarrollar un proceso más sencillo, con oxidantes menos costosos, para satisfacer las necesidades de un mercado en expansión. Scientific Design desarrolló un proceso económicamente competitivo utilizando un oxidante menos caro, el aire, y un catalizador más eficaz, la plata.: : 135 Landau obtuvo la primera de muchas patentes, "Óxido de etileno preparado por oxidación de etileno utilizando un catalizador de plata", el 27 de noviembre de 1956. El proceso mejorado era más sencillo, más seguro, más eficaz y producía un producto más puro con menos subproductos que los procesos de clorohidrina de la competencia. También desarrollaron un novedoso proceso de oxidación en lecho fijo para la producción de etilenglicol.
Landau y sus colegas otorgaron primero la licencia del proceso a una empresa británica, Petrochemicals Ltd., que obtuvo una licencia exclusiva para el Reino Unido y construyó una planta piloto. También le otorgaron la licencia a la Societe Naphthachimie en Lavera, Francia, donde se construyó la primera planta de óxido de etileno y etilenglicol a escala de producción. Scientific Design no fue la primera empresa en desarrollar la oxidación directa con aire, pero tuvo un gran impacto al otorgar licencias a varias empresas a nivel internacional, en Gran Bretaña, Francia, los Países Bajos, Alemania y los Estados Unidos. Habían licenciado el proceso completamente desarrollado más de cien veces en la década de 1980. También comercializaron catalizadores patentados para los procesos que desarrollaron.

### Ácido tereftálico
En 1955, Scientific Design creó otra técnica, el proceso Mid-Century de oxidación asistida por bromo del paraxileno para crear ácido tereftálico. Al estudiar las transformaciones de los compuestos aromáticos para-sustituidos para su uso en el Proceso Witten, el grupo de Landau experimentó con una amplia gama de catalizadores metálicos, medios disolventes e iniciadores de oxidación bajo diferentes temperaturas y presiones. Descubrieron que un catalizador metálico, el bromuro de manganeso o el bromuro de cobalto, resultaba muy eficaz cuando se utilizaba con ácido acético como medio disolvente y oxígeno del aire comprimido como oxidante. Finalmente, los experimentadores lograron rendimientos de ácido tereftálico del 90% del rendimiento teóricamente posible, mediante un proceso de oxidación por lotes de una sola pasada. Las muestras creadas eran de una calidad extremadamente alta. Una vez más, el equipo de Landau había descubierto un catalizador de oxidación único que les permitía simplificar los procesos, reducir los costes y producir un rendimiento de alta calidad. : 23 
El ácido tereftálico era la principal materia prima de la fibra de poliéster. En 1956, Scientific Design vendió los derechos mundiales del proceso MC a Standard Oil Co. (Indiana). La primera planta comercial fue construida por su subsidiaria, Amoco Chemicals Corp. en Joliet, Illinois. Comenzó la producción en 1958. : 24  AMOCO pasó a convertirse en el mayor fabricante mundial de ácido tereftálico, y más tarde fue adquirida por British Petroleum.

### Otros procesos
Bajo la dirección de Landau, Scientific Design también desarrolló procesos y vendió licencias para fabricar anhídrido maleico, anhídrido acético, poliisopreno y solventes clorados.
En 1955, Scientific Design concedió la licencia de un catalizador mejorado para oxidar el benceno y producir anhídrido maleico. El anhídrido maleico se utiliza en el insecticida malatión. Es un precursor de las resinas de poliéster insaturadas, que se utilizan para fabricar compuestos de fibra de vidrio para embarcaciones, automóviles, palas de turbinas eólicas y otros productos. Se utiliza en la fabricación de copolímeros para unir fibras de madera en plástico, inhibir la corrosión, crear revestimientos protectores y repeler el agua en los protectores solares. Más tarde, la empresa desarrolló un proceso que involucraba butano en lugar de benceno. Más tarde, la empresa desarrolló un proceso en el que se utilizaba butano en lugar de benceno. En los años 70, la mitad de la producción mundial de anhídrido maleico utilizaba uno de los dos procesos. : xxii 
En 1959, Scientific Design anunció un proceso mediado por boro para la oxidación de alifáticos cíclicos como el ciclohexano. La oxidación del ciclohexano en presencia de ácido bórico produjo una mezcla de ciclohexanol y ciclohexanona, precursores del ácido adípico. El proceso fue autorizado en los Estados Unidos por Monsanto y en otros lugares por otras empresas. : xxii 
Scientific Design encontró un nuevo método para producir isopreno basado en la dimerización de propileno, trabajando con Goodyear Tire and Rubber.: xxii Desarrollaron también procesos para la producción de anhídrido acético. El anhídrido acético se produce principalmente por la carbonilación del acetato de metilo. El anhídrido acético se usa industrialmente para preparar ésteres de acetato.

## Halcón y Oxirano
En 1962, Landau y Rehnberg descubrieron un nuevo proceso -el proceso Halcón- para convertir el propileno en óxido de propileno. En el nuevo proceso, los hidroperóxidos sirven de fuente de átomos de oxígeno, que se transfieren a la olefina mediante catalizadores metálicos. El óxido de propileno se utiliza en espumas de poliuretano y en polímeros rígidos. Los productos secundarios de la reacción incluyen estireno y alcohol terc-butílico, que también son útiles. : xxii, 46 La empresa se reorganizó en 1963 para formar Halcon International, en preparación de su expansión. Rehnberg fue presidente de la nueva empresa y presidente de Landau. Se crearon cinco filiales: : xxiii 
- Halcon Investigación y Desarrollo
- Halcon Scientific Design para el diseño y la construcción
- Halcon Computer Technologies para los servicios de ingeniería informática
- Catalyst Development Corp. para la fabricación de catalizadores propios

- Halcon Chemical Company.

En 1965, Landau anunció públicamente la intención de la empresa de comercializar su nuevo proceso.

### Oxirano
En 1967, Halcon se asoció con Atlantic Richfield Co. (Arco) para formar Oxirano, para producir óxido de propileno, estireno y alcohol terc-butílico. Ambas empresas estaban interesadas en expandirse, ambas empresas estaban investigando la oxidación y Arco sabía que Halcon tenía patentes críticas en el área. : xxiii Para 1979, Oxirané Corporation operaba ocho plantas en lugares de todo el mundo, con ventas que superaban los mil millones de dólares al año.
La investigación en nuevas áreas continuó en Halcon tras la creación de Oxirane. Tras la muerte de Harry Rehnberg en 1975, Landau se convirtió en presidente y director general de Halcon. Halcon International, Inc. y el grupo Halcon SD diseñaron o construyeron más de 300 plantas en todo el mundo y firmaron acuerdos de licencia con muchos países. Las actividades de investigación y desarrollo de Halcon Scientific Design produjeron más de 1400 patentes en todo el mundo.
A finales de los años 70, Halcon y Arco planearon construir dos nuevas plantas en Channelview (Texas), una para el procesamiento de óxido de propileno y otra para un nuevo proceso que produciría glicol de etileno directamente a partir del etileno.:xxiv Los problemas inesperados de corrosión, la crisis energética de los años 70 y la alta inflación y los tipos de interés llevaron al cierre. En 1980, Landau vendió la participación del 50% de Halcon en Oxirane a Arco.

### Halcon SD Group
Halcon, ahora Halcon SD Group, se reenfocó en el desarrollo y la concesión de licencias de nuevos procesos. Se desarrollaron tecnologías para producir anhídrido acético, utilizado en la producción de rayón y películas. La división Tennessee Eastman de Eastman Kodak compró la tecnología, mientras que Halcon SD retuvo los derechos de licencia en todo el mundo. : xxv 
Aunque la empresa era tecnológicamente fuerte, el clima económico no la apoyaba, y Landau vendió la empresa en julio de 1982, Halcon SD Group a Texas Eastern Corporation. Posteriormente, Texas Eastern vendió Halcon SD a Denka (estadounidense), que a su vez la vendió a Bayer (Alemania), que vendió la sección de I+D a Linde (Alemania). : xxv 
Landau también tenía una participación en la firma brasileña Oxiteno, que vendió en 1985. : xxv 

## Teorías económicas
En 1982, Landau inició una segunda carrera como académico. Su interés por la economía académica se vio estimulado por sus experiencias con Halcón. Quería entender mejor por qué una empresa de éxito técnico no había podido mantenerse. Su trabajo se centra en la industria química, pero también aplica sus lecciones a otras industrias. En libros como The Positive Sum Strategy (1986) y Technology and the Wealth of Nations (1992), Landau examinó el modo en que los países, las políticas e inversiones gubernamentales y las empresas interactúan para influir en el crecimiento económico y el avance tecnológico. Conceptualizó la tecnología como capital y examinó la economía de la innovación y la globalización a nivel internacional. Se vio a sí mismo como un puente entre los economistas académicos, los líderes industriales y empresariales y los científicos e ingenieros que desarrollan nuevas tecnologías.
De 1983 a 2004, Landau fue profesor consultor de economía e ingeniería química en la Universidad de Stanford, donde codirigió el Programa de Tecnología y Crecimiento Económico en el Centro de Investigación de Política Económica de Stanford.
En 1984 fue nombrado miembro del cuerpo docente de la Escuela de Gobierno John F. Kennedy de la Universidad de Harvard, donde codirigió el Programa sobre Tecnología y Política Económica.

## Filantropía
Ralph Landau fue fideicomisario o miembro (y presidente) de comités asesores visitantes en varias universidades, como el Instituto de Tecnología de Massachusetts (MIT), la Universidad de Princeton, la Universidad de Pensilvania y el Instituto de Tecnología de California. Ha sido fideicomisario del Laboratorio Cold Spring Harbor, director de Alcoa y presidente de la Sección Americana de la Sociedad de la Industria Química.

### Instituto de Tecnología de Massachusetts
Landau lleva mucho tiempo apoyando a su alma mater, el MIT. En particular, ha apoyado el programa de ingeniería química y la creación de una dotación para su Escuela de Prácticas, que permite a los estudiantes adquirir experiencia de campo trabajando en la industria. Defiende firmemente que los estudiantes adquieran habilidades empresariales y de gestión, además de formación en ingeniería.
Landau formó parte del Comité de Visitas al Departamento de Ingeniería Química del MIT en 1966. El comité recomendó encarecidamente la construcción de un nuevo edificio para el departamento, y Landau financió personalmente gran parte del coste del edificio 66, el Landau Chemical Engineering Building. Fue diseñado por I. M. Pei y terminado en 1976. : xxviii 
En 1995, Landau estableció una nueva cátedra en el MIT, la cátedra Ralph Landau de Práctica de Ingeniería Química y Directora de la Escuela de Práctica.

### Universidad de Stanford

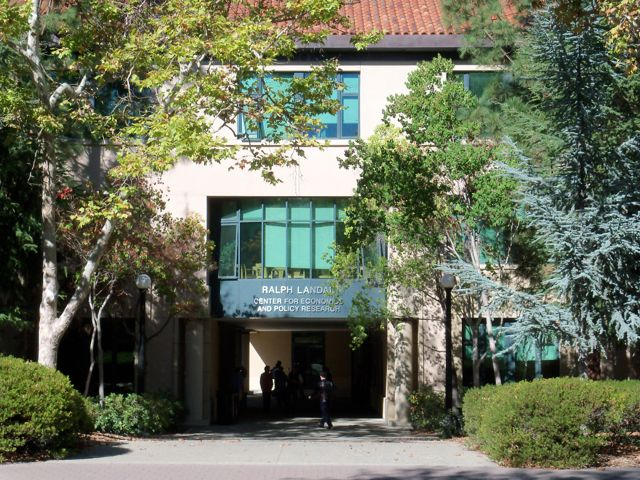
Edificio Ralph Landau en la Universidad de Stanford, que alberga el Departamento de Economía.

También ha apoyado a la Universidad de Stanford. El edificio Landau en el 579 de Serra Mall, diseñado por Anshen + Allen Architects, se terminó en 1994. El edificio albergaba originalmente el departamento de Economía y el Stanford Institute for Economic Policy Research (SIEPR). A partir de 2010, SIEPR se mudó al lado y el Stanford Center on Longevity se trasladó al edificio Landau.

### Universidad de Pennsylvania
En 1977, Landau fue uno de los nueve fideicomisarios y exalumnos de la Universidad de Pensilvania que establecieron un fondo de desafío para un Millón de Dólares, para ayudar al programa de donaciones anuales a alcanzar su objetivo de 4,5 millones de dólares. El Dr. Landau formó parte de la Junta de Supervisores de la Escuela de Ingeniería y Ciencias Aplicadas (SEAS) y fue su presidente entre 1979 y 1985.
Estableció la Cátedra Ralph Landau en Gestión y Tecnología en la Escuela Wharton de la Universidad de Pensilvania, así como las Becas Ralph Landau. También estableció la Cátedra Robert R. Marshak Term en Medicina Acuática en la Escuela de Medicina Veterinaria.

## Premios y honores
Landau ha recibido más de cincuenta premios, incluidos varios de los más importantes en su campo.
- Premio a la Trayectoria 2003, Centro Lester para el Emprendimiento y la Innovación[3]
- Premio al Patrimonio Petroquímico 2000[52][53]
- 1997 Medalla de oro Othmer, Fundación del patrimonio químico[9][10]
- 1987 Medalla John Fritz de los Fideicomisarios de Ingeniería Unidos
- 1985 Medalla Nacional de Tecnología, Gobierno de los Estados Unidos[11]
- 1982 Premio del Fundador, Instituto Americano de Ingenieros Químicos
- 1981 Medalla Perkin, Sociedad de la Industria Química[12]
- 1981 Premio al Pionero Químico, Instituto Estadounidense de Químicos
- 1977 Medalla Winthrop-Sears, Club de Químicos
- 1973 Medalla de la Industria Química, Sociedad de la Industria Química

Ralph Landau fue elegido miembro de la Academia Nacional de Ingeniería en 1972. Fue consejero de 1973 a 1979, y vicepresidente de 1981 a 1990. De 1984 a 1989 presidió la campaña de recaudación de fondos del 25 aniversario de la Academia. Recibió el Premio Fundadores de la NAE en 1994.
En 1988, el Dr. Landau fue elegido miembro extranjero de la Royal Academy of Engineering (Reino Unido). También fue miembro de la Academia de Ciencias de Nueva York y de la Academia Estadounidense de las Artes y las Ciencias, y fue elegido miembro de la Sociedad Filosófica Estadounidense en 1996.
Landau recibió títulos honoríficos de la Universidad Politécnica de Nueva York, el Colegio Clarkson, la Universidad Estatal de Ohio y la Universidad de Pensilvania, donde recibió un doctorado honorífico en Ciencias por ser un "ingeniero imaginativo, empresario autodidacta y economista práctico".
Ralph Landau murió el 5 de abril de 2004.